# Schönheide
Schönheide è un comune di 5 193 abitanti della Sassonia, in Germania.

Appartiene al circondario dei Monti Metalliferi (targa ERZ).